# 1. Bundesliga 1984-85
La 1. Bundesliga 1984-85 fue la 22.ª edición de la Fußball-Bundesliga, la mayor competición futbolística de Alemania Federal. Comenzó el 24 de agosto de 1984 y terminó el 8 de junio de 1985, siendo disputada por 18 equipos.
Bayern Múnich se consagró campeón del certamen al vencer a Eintracht Brunswick en la última fecha por 1-0 como visitante. Alcanzó, así, su séptimo título en la Bundesliga y su octava estrella en la máxima división del país germano.

## Equipos
| Pos | Descendidos de 1. Bundesliga |
| --- | ---------------------------- |
| 17º | Kickers Offenbach            |
| 18º | Núremberg                    |

| Pos | Ascendidos de 2. Bundesliga |
| --- | --------------------------- |
| 1º  | Karlsruher                  |
| 2º  | Schalke 04                  |

| Equipo                   | Ciudad          | Estadio                  | Aforo  |
| ------------------------ | --------------- | ------------------------ | ------ |
| Arminia Bielefeld        | Bielefeld       | Estadio Alm              | 35 000 |
| Bayer Leverkusen         | Leverkusen      | Estadio Ulrich Haberland | 20 000 |
| SC Bayer 05 Uerdingen    | Krefeld         | Estadio Grotenburg       | 28 000 |
| Bayern de Múnich         | Múnich          | Estadio Olímpico         | 80 000 |
| Bochum                   | Bochum          | Ruhrstadion              | 40 000 |
| Borussia Dortmund        | Dortmund        | Westfalenstadion         | 54 000 |
| Borussia Mönchengladbach | Mönchengladbach | Bökelbergstadion         | 34 500 |
| Colonia                  | Colonia         | Estadio Müngersdorfer    | 61 000 |
| Eintracht Brunswick      | Brunswick       | Estadio Municipal        | 38 000 |
| Eintracht Fráncfort      | Fráncfort       | Waldstadion              | 62 000 |
| Fortuna Düsseldorf       | Düsseldorf      | Rheinstadion             | 59 600 |
| Hamburgo                 | Hamburgo        | Volksparkstadion         | 80 000 |
| Kaiserslautern           | Kaiserslautern  | Betzenbergstadion        | 42 000 |
| Karlsruher               | Karlsruhe       | Wildparkstadion          | 50 000 |
| Schalke 04               | Gelsenkirchen   | Parkstadion              | 70 000 |
| Stuttgart                | Stuttgart       | Neckarstadion            | 72 000 |
| Waldhof Mannheim         | Mannheim        | Estadio del Suroeste     | 75 000 |
| Werder Bremen            | Bremen          | Weserstadion             | 32 000 |

### Equipos porEstados federados
| Región                      | N.º | Equipos |
| --------------------------- | --- | --- |
| Renania del Norte-Westfalia | 9   | Arminia Bielefeld, Bayer Leverkusen, Bayer 05 Uerdingen, Bochum, Borussia Dortmund, Borussia Mönchengladbach, Colonia, Fortuna Düsseldorf y Schalke 04 |
| Baden-Wurtemberg            | 3   | Karlsruher, Stuttgart y Waldhof Mannheim |
| Baja Sajonia                | 1   | Eintracht Brunswick |
| Baviera                     | 1   | Bayern de Múnich |
| Bremen                      | 1   | Werder Bremen |
| Hamburgo                    | 1   | Hamburgo |
| Hesse                       | 1   | Eintracht Fráncfort |
| Renania-Palatinado          | 1   | Kaiserslautern |

## Sistema de competición
Los dieciocho equipos se enfrentaron entre sí bajo el sistema de todos contra todos a doble rueda, completando un total de 34 fechas. Las clasificación se estableció a partir de los puntos obtenidos en cada encuentro, otorgando dos por partido ganado, uno por empatado y ninguno en caso de derrota. En caso de igualdad de puntos entre dos o más equipos, se aplicaron, en el mencionado orden, los siguientes criterios de desempate:
1. Mejor diferencia de goles en todo el campeonato;
2. Mayor cantidad de goles a favor en todo el campeonato;
3. Mayor cantidad de puntos en los partidos entre los equipos implicados;
4. Mejor diferencia de goles en los partidos entre los equipos implicados;
5. Mayor cantidad de goles a favor en los partidos entre los equipos implicados.

Al finalizar el campeonato, el equipo ubicado en el primer lugar de la clasificación se consagró campeón y clasificó a los dieciseisavos de final de la Copa de Campeones de Europa 1985-86. Asimismo, los equipos que finalizaron el certamen en segundo, tercer, cuarto y quinto lugar clasificaron a los treintaidosavos de final de la Copa de la UEFA 1985-86, siempre y cuando ninguno de ellos hubiera obtenido un cupo a la Recopa de Europa 1985-86 como campeón de la Copa de Alemania 1984-85, en cuyo caso le trasladaría su plaza al equipo ubicado en la posición inmediatamente inferior.
Por otro lado, los equipos que ocuparon los últimos dos puestos de la clasificación —decimoséptima y decimoctava— descendieron de manera directa a la 2. Bundesliga, mientras que el decimosexto disputó la serie de play-offs de ascenso y descenso ante un equipo de dicha categoría.

## Clasificación
| Pos. | Equipo                   | Pts. | PJ | G  | E  | P  | GF | GC | Dif. | Clasificación 1985-86                          |
| ---- | ------------------------ | ---- | -- | -- | -- | -- | -- | -- | ---- | ---------------------------------------------- |
| 1    | Bayern Múnich (C)        | 50   | 34 | 21 | 8  | 5  | 79 | 38 | +41  | Dieciseisavos de final de la Copa de Campeones |
| 2    | Werder Bremen            | 46   | 34 | 18 | 10 | 6  | 87 | 51 | +36  | Treintaidosavos de final de la Copa de la UEFA |
| 3    | Colonia                  | 40   | 34 | 18 | 4  | 12 | 69 | 66 | +3   | Treintaidosavos de final de la Copa de la UEFA |
| 4    | Borussia Mönchengladbach | 39   | 34 | 15 | 9  | 10 | 77 | 53 | +24  | Treintaidosavos de final de la Copa de la UEFA |
| 5    | Hamburgo                 | 37   | 34 | 14 | 9  | 11 | 58 | 49 | +9   | Treintaidosavos de final de la Copa de la UEFA |
| 6    | Waldhof Mannheim         | 37   | 34 | 13 | 11 | 10 | 47 | 50 | −3   |                                                |
| 7    | Bayer 05 Uerdingen       | 36   | 34 | 14 | 8  | 12 | 57 | 52 | +5   | Dieciseisavos de final de la Recopa de Europa  |
| 8    | Schalke 04               | 34   | 34 | 13 | 8  | 13 | 63 | 62 | +1   |                                                |
| 9    | Bochum                   | 34   | 34 | 12 | 10 | 12 | 52 | 54 | −2   |                                                |
| 10   | Stuttgart                | 33   | 34 | 14 | 5  | 15 | 79 | 59 | +20  |                                                |
| 11   | Kaiserslautern           | 33   | 34 | 11 | 11 | 12 | 56 | 60 | −4   |                                                |
| 12   | Eintracht Fráncfort      | 32   | 34 | 10 | 12 | 12 | 62 | 67 | −5   |                                                |
| 13   | Bayer Leverkusen         | 31   | 34 | 9  | 13 | 12 | 52 | 54 | −2   |                                                |
| 14   | Borussia Dortmund        | 30   | 34 | 13 | 4  | 17 | 51 | 65 | −14  |                                                |
| 15   | Fortuna Düsseldorf       | 29   | 34 | 10 | 9  | 15 | 53 | 66 | −13  |                                                |
| 16   | Arminia Bielefeld        | 29   | 34 | 8  | 13 | 13 | 46 | 61 | −15  | Promoción por la permanencia                   |
| 17   | Karlsruher               | 22   | 34 | 5  | 12 | 17 | 47 | 88 | −41  | Descenso de categoría                          |
| 18   | Eintracht Brunswick      | 20   | 34 | 9  | 2  | 23 | 39 | 79 | −40  | Descenso de categoría                          |

Actualizado a los partidos jugados el 8 de junio de 1985.
 Fuente: DFB
1. ↑  Copa de Alemania (CC): Bayer 05 Uerdingen clasificó a los dieciseisavos de final de la Recopa de Europa como campeón de la Copa de Alemania 1984-85.

| Bundesliga                      |
|                                 |
| Campeón Bayern Múnich 8º título |

## Resultados
| Local \ Visitante        | ARM | BAL | BAY | BOC | BOD | BOM | COL | EBR  | EFR | FOR | HAM | KAI | KAR | SCH | STU | UER | WAL | WER |
| ------------------------ | --- | --- | --- | --- | --- | --- | --- | ---- | --- | --- | --- | --- | --- | --- | --- | --- | --- | --- |
| Arminia Bielefeld        | —   | 1–1 | 1–3 | 2–3 | 3–0 | 3–3 | 1–0 | 3–2  | 2–2 | 1–1 | 4–1 | 1–1 | 4–1 | 2–1 | 2–7 | 1–0 | 0–1 | 3–4 |
| Bayer Leverkusen         | 1–1 | —   | 3–0 | 1–1 | 0–1 | 3–2 | 4–4 | 0–3  | 3–1 | 4–3 | 2–0 | 3–0 | 4–1 | 2–2 | 0–2 | 0–0 | 2–1 | 0–0 |
| Bayern de Múnich         | 3–3 | 2–1 | —   | 2–2 | 1–0 | 4–0 | 2–0 | 3–0  | 4–2 | 6–0 | 1–1 | 3–0 | 6–2 | 3–0 | 3–2 | 2–1 | 1–2 | 4–2 |
| VfL Bochum               | 1–1 | 0–0 | 1–1 | —   | 4–1 | 0–2 | 1–3 | 1–0  | 3–3 | 1–0 | 0–0 | 3–0 | 5–2 | 0–1 | 2–1 | 1–0 | 0–1 | 1–3 |
| Borussia Dortmund        | 1–3 | 2–1 | 1–1 | 3–0 | —   | 2–3 | 2–0 | 3–1  | 2–1 | 1–2 | 1–2 | 0–3 | 0–2 | 4–1 | 4–1 | 4–0 | 0–0 | 2–0 |
| Borussia Mönchengladbach | 2–0 | 1–1 | 3–2 | 4–3 | 1–1 | —   | 2–3 | 10–0 | 3–3 | 0–2 | 0–1 | 7–0 | 3–3 | 3–1 | 2–1 | 0–0 | 3–0 | 1–1 |
| FC Colonia               | 1–1 | 3–1 | 0–2 | 2–1 | 6–1 | 1–5 | —   | 1–0  | 2–0 | 4–2 | 2–1 | 2–0 | 3–4 | 4–1 | 1–1 | 1–5 | 0–0 | 3–2 |
| Eintracht Braunschweig   | 0–0 | 0–2 | 0–1 | 1–3 | 2–4 | 0–4 | 1–3 | —    | 5–0 | 1–0 | 3–1 | 2–1 | 3–1 | 4–2 | 3–1 | 0–0 | 0–1 | 0–2 |
| Eintracht Frankfurt      | 3–0 | 2–0 | 2–2 | 1–1 | 2–1 | 1–1 | 1–4 | 2–0  | —   | 2–2 | 1–0 | 1–1 | 4–2 | 1–1 | 2–0 | 3–2 | 7–2 | 1–3 |
| Fortuna Düsseldorf       | 1–1 | 3–2 | 0–2 | 0–2 | 0–0 | 2–1 | 1–2 | 4–1  | 3–1 | —   | 4–2 | 1–0 | 2–2 | 1–2 | 2–2 | 2–2 | 1–1 | 3–2 |
| Hamburgo SV              | 4–0 | 1–1 | 2–1 | 3–1 | 4–2 | 1–1 | 3–1 | 5–0  | 2–0 | 1–2 | —   | 3–2 | 0–0 | 2–0 | 3–1 | 1–1 | 5–2 | 2–0 |
| 1. FC Kaiserslautern     | 1–1 | 3–3 | 0–1 | 5–2 | 5–0 | 2–0 | 6–0 | 1–0  | 2–1 | 3–1 | 1–1 | —   | 3–1 | 2–2 | 2–1 | 6–1 | 1–1 | 2–2 |
| Karlsruher SC            | 4–0 | 0–0 | 0–4 | 1–1 | 2–4 | 0–1 | 1–4 | 4–1  | 2–2 | 2–2 | 1–1 | 0–0 | —   | 2–2 | 1–1 | 0–4 | 3–2 | 1–1 |
| FC Schalke 04            | 3–0 | 4–2 | 1–1 | 2–3 | 3–1 | 4–1 | 2–3 | 3–2  | 1–3 | 1–0 | 3–0 | 1–1 | 3–1 | —   | 4–3 | 2–0 | 4–0 | 2–2 |
| VfB Stuttgart            | 2–0 | 4–1 | 1–3 | 1–2 | 2–0 | 2–3 | 3–1 | 6–1  | 4–2 | 5–2 | 1–1 | 5–0 | 5–0 | 1–0 | —   | 5–2 | 3–0 | 1–3 |
| Bayer Uerdingen          | 1–0 | 2–1 | 1–3 | 3–1 | 2–1 | 3–2 | 2–1 | 1–2  | 1–1 | 5–2 | 2–1 | 3–0 | 3–0 | 1–1 | 3–2 | —   | 2–2 | 3–1 |
| Waldhof Mannheim         | 0–0 | 2–1 | 0–0 | 2–0 | 1–2 | 1–3 | 1–2 | 2–0  | 3–1 | 2–1 | 3–1 | 1–1 | 3–0 | 5–2 | 1–1 | 2–1 | —   | 1–1 |
| Werder Bremen            | 2–1 | 2–2 | 4–2 | 2–2 | 6–0 | 2–0 | 6–2 | 4–1  | 3–3 | 2–1 | 5–2 | 6–1 | 7–1 | 2–1 | 3–1 | 1–0 | 1–1 | —   |

## Play-off de ascenso y descenso
| 13 de junio de 1985 | Saarbrücken              | 2:0 (1:0) | Arminia Bielefeld | Ludwigsparkstadion, Saarbrücken                             |                                                             |
|                     | Blättel 9' · Dickert 69' | Reporte   |                   | Asistencia: 15 000 espectadores Árbitro(s): Siegfried Brehm | Asistencia: 15 000 espectadores Árbitro(s): Siegfried Brehm |

| 17 de junio de 1985 | Arminia Bielefeld | 1:1 (0:0) | Saarbrücken | Estadio Alm, Bielefeld                                  |                                                         |
|                     | Westerwinter 59'  | Reporte   | Jusufi 78'  | Asistencia: 32 000 espectadores Árbitro(s): Peter Gabor | Asistencia: 32 000 espectadores Árbitro(s): Peter Gabor |

Arminia Bielefeld descendió a la 2. Bundesliga al perder por un marcador global de 3-1.

## Estadísticas

### Goleadores
| Jugador           | Equipo                   | Goles |
| ----------------- | ------------------------ | ----- |
| Klaus Allofs      | Colonia                  | 26    |
| Rudi Völler       | Werder Bremen            | 25    |
| Karl Allgöwer     | Stuttgart                | 19    |
| Thomas Allofs     | Kaiserslautern           | 19    |
| Siegfried Reich   | Arminia Bielefeld        | 18    |
| Klaus Täuber      | Schalke 04               | 18    |
| Günter Thiele     | Fortuna Düsseldorf       | 17    |
| Klaus Fischer     | Bochum                   | 16    |
| Pierre Littbarski | Colonia                  | 16    |
| Lothar Matthäus   | Bayern Múnich            | 16    |
| Frank Mill        | Borussia Mönchengladbach | 16    |